# Maria Theresia Van der Gauwen
Maria Theresia Van der Gauwen (Etikhove, 16 januari 1769 – Gent, 28 september 1844), beter bekend als zuster of moeder Placide, is medeoprichter van de congregatie Zusters van Liefde van Jezus en Maria.

## Biografie

### Vroege jaren
Van der Gauwen werd geboren op 16 januari 1769 in Etikhove, nabij Oudenaarde. Ze was de nicht van Jean-Baptiste Van Cauwenberghe, een priester die in 1794 de Congregatie van de Zusters van Liefde van de Heilige Vincentius a Paulo stichtte. Van der Gauwen trad toe tot het klooster van de bernardinessen (cisterciënzers) in de Abdij van Maagdendale in Oudenaarde, maar door de Franse Revolutie moest ze het klooster verlaten.

### Moeder Placide in Lovendegem
In het begin van 1803 werd Petrus Jozef Triest benoemd tot pastoor van Lovendegem. Bij zijn aankomst merkte hij een grote armoede op, een gebrek aan onderwijs en zorg voor zieken en ouderen. Als reactie hierop bracht hij enkele vrome, alleenstaande vrouwen samen om een geestelijk genootschap te vormen. Op 4 november 1803 werd de "Congregatie der Zusters van Liefde van Jezus en Maria" canoniek opgericht. Niet lang daarna meldde Van der Gauwen zich aan bij de nieuwe congregatie in Lovendegem, maar haar aanvraag werd in eerste instantie afgewezen door de zusters omdat ze niet kon spinnen, wat destijds een essentiële vaardigheid was voor hun levensonderhoud. Toch stemde pastoor Triest ermee in om haar toe te laten, omdat hij in haar een belangrijke steun zag voor de nieuwe gemeenschap. Dankzij haar vorming in de abdij van Maagdendale was ze ingewijd in het spirituele leven; ze verrijkte de religieuze sfeer van haar nieuwe omgeving en gaf de gemeenschap een meer monastiek karakter. Op 21 maart 1804 trad Van Der Gauwen toe als zuster Placide en slechts enkele maanden later, op 2 juli van datzelfde jaar, werd ze aangesteld als overste van Lovendegem. De zusters van het klooster verzorgden onderwijs, namen de weeskinderen onder hun hoede en verzorgden zieken en ouderen aan huis.

### Overste van de congregatie
Het succes van de nieuwe stichting bleef niet onopgemerkt bij geestelijke en politieke leiders in Gent. Zij zagen hierin een oplossing voor de zorg voor terminaal zieken in de stad en drongen er bij Triest op aan zijn werkterrein uit te breiden naar Gent. De voormalige Abdij Ter Hage, gelegen in de Molenaarsstraat, werd aangeboden aan de Zusters van Liefde als klooster en ziekenhuis. Op 30 juli 1805 vertrokken Triest en moeder Placide samen met vijf zusters naar Gent, waar het hoofdhuis van de congregatie werd gevestigd. Daar nam ze ook de rol van overste op.
Anderhalf jaar later, op 14 januari 1807, werd moeder Placide unaniem gekozen door haar medezusters als algemeen overste van de congregatie, een positie die ze bekleedde tot aan haar dood. Terwijl Triest zich voornamelijk bezighield met financiële en organisatorische zaken, en het opzetten van liefdadigheidswerken, was moeder Placide verantwoordelijk voor de religieuze begeleiding van de zusters. Het was ook zij die ervoor zorgde dat haar medezusters het witte habijt met zwarte schapulier en sluier van de vrouwelijke cisterciënzers aannamen. Door haar aanzienlijke invloed kan moeder Placide worden beschouwd als medeoprichter van de congregatie, hoewel haar naam minder bekendheid geniet dan die van Triest.
De congregatie groeide snel; in 1816 telde ze vijftig zusters, verdeeld over zes huizen. Moeder Placide stierf op 28 september 1844 in de abdij Ter Hage en werd begraven in Lovendegem, naast Petrus Triest. Tijdens haar bijna veertigjarige leiderschap werden achttien huizen gesticht en groeide het aantal zusters van zes tot 328. Haar werk legde een stevige basis voor de verdere groei van de congregatie in de negentiende eeuw, met kloosters verspreid over heel Europa, Afrika en Azië.